# نورا فارساني
نورا فارساني (بالمجرية: Varsányi Nóra)‏ مواليد 3 أكتوبر 1991 في دبرتسن، هي لاعبة كرة يد مجرية تلعب كجناح أيمن. حصلت مع فريقها على المركز الثاني في البطولة الوطنية المجرية للسيدات سنة 2011.